# Vestido negro de Versace de Angelina Jolie
El vestido negro de Versace de Angelina Jolie es un vestido negro que lució la actriz estadounidense Angelina Jolie el 26 de febrero de 2012 en la 84.ª edición de los Premios Óscar en el Hollywood and Highland, donde presentó el Óscar al mejor guion adaptado. El vestido de Jolie fue diseñado por Jen Rade y creado por Versace, un vestidor frecuente de Jolie en la alfombra roja. La pieza de terciopelo sin tirantes recibió elogios de las publicaciones de los medios y se considera uno de los vestidos más memorables en la historia de la moda. La mirada también provocó varios memes en Internet en torno a la pose de Jolie y se convirtió en un momento significativo en la cultura popular.

## Antecedentes y diseño
En la década de 2000, los vestidos negros fueron una elección frecuente de Jolie, quien también tiene una larga relación con Versace. En 2005, Jolie lució un vestido de cuero negro escotado de Versace para el estreno de Sr. y Sra. Smith. El vestido presentaba un escote y un forro negros transparentes que ondeaban desde una abertura hasta el muslo, así como largas costuras verticales en el frente y una espalda abierta con dos tiras entrecruzadas. Ese vestido llegó a ser considerado ampliamente como una de las mejores elecciones de Jolie.
Jolie asistió a la 84.ª edición de los Premios Óscar junto a su entonces prometido Brad Pitt, quien fue nominado al Óscar al mejor actor tras su actuación en Moneyball (2011). Jolie fue considerada una creadora de tendencias en la alfombra roja, y se le atribuyó la tendencia de la temporada de premios de colores claros y «glaciales» después de su vestido blanco de Versace en los Globos de Oro de 2011. Se interpretó que se había vestido de manera más conservadora desde su debut como directora en la película En tierra de sangre y miel (2011); después de elegir tonos más serios durante las entregas de premios anteriores en 2012, The Hollywood Reporter especuló que Jolie eligió algo más atrevido o colorido para los Óscar. Jolie originalmente tenía en mente un vestido «más complicado», pero prefirió el vestido negro porque se sentía más cómoda y más ella misma. El vestido fue hecho a medida por Versace, un colaborador frecuente de Jolie, y fue diseñado por Jen Rade. Según se informa, Jolie tomó la decisión etiquetando trozos de papel con las opciones y seleccionándolas de un sombrero con su familia.
El vestido es un vestido de terciopelo negro profundo sin tirantes, con volantes en el escote escultural, un polisón, dos broches de diamantes, un cinturón envolvente alrededor de un corpiño asimétrico y una dramática abertura hasta el muslo. Jolie combinó el look con accesorios sencillos, incluyendo un peinado con ondas voluminosas, lápiz labial rojo, joyas de Neil Lane, un clutch de Jaime Mascaro y zapatos de plataforma peep-toe de Salvatore Ferragamo. Pitt llevaba un esmoquin negro a juego de Tom Ford. Jolie y Pitt fueron de los últimos en llegar a la alfombra roja antes de la ceremonia. Jolie fue fotografiada posando con una mano en la cadera y un «exagerado movimiento de piernas». Durante los Óscar, Jolie presentó el Óscar al mejor guion adaptado mientras llevaba el vestido. Ella posó de manera similar en el escenario, lo que provocó que los ganadores Alexander Payne, Jim Rash y Nat Faxon, escritores de Los descendientes (2011), imitaran su pose mientras aceptaban la estatuilla.

## Recepción

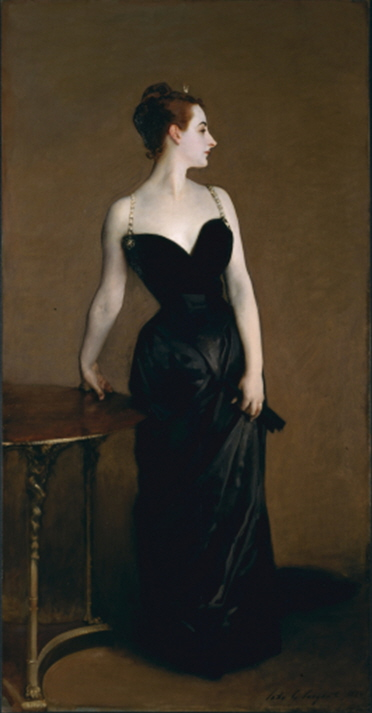
Numerosos críticos compararon el vestido con el cuadro Retrato de Madame X de John Singer Sargent.

Después de la ceremonia, el vestido de Jolie ganó popularidad en los blogs de moda. Las revistas Vogue y Marie Claire se han referido al vestido como icónico. Vogue escribió que Jolie «hizo historia en la moda esa noche» y señaló que una década después, los vestidos negros con aberturas en las piernas todavía estaban de moda. Después de la aparición de Jolie en los premios, Susan Cernek de Glamour escribió que el vestido influyó en las tendencias de otoño posteriores de faldas negras y vestidos de gala. A Jolie también se le atribuye la popularización de las aberturas altas en la moda de celebridades de 2012. Town & Country clasificó la pieza entre los looks más icónicos de Jolie, mientras que The Telegraph la incluyó como uno de los «vestidos de Versace que cambiaron la historia de la moda». Elle especuló que Versace posteriormente diseñaría el vestido de novia de Jolie; el diseñador creó el vestido para su matrimonio con Pitt en 2014, que The Guardian comentó que se parecía al vestido de Jolie de 2012 en su simplicidad y estilo. Las revistas Marie Claire, Harper's Bazaar y Glamour incluyeron el conjunto en su lista de los mejores looks de los Premios Oscar de ese año, y USA Today y Entertainment Weekly catalogaron el vestido como uno de los cinco momentos de estilo de 2012.
Las fotografías de la pose de Jolie luego se convirtieron en sensación en Internet, generando bromas y memes virales que presentaban imágenes retocadas con Photoshop de su pierna. Las imágenes inspiraron una cuenta de Twitter parodia homónima, @AngiesRightLeg, a conseguir 500.000 seguidores. Jolie respondió que «realmente no prestó atención» a la cobertura mediática que la rodeaba. En 2019, Charlie Teather de Glamour citó el look de Jolie haciendo poses de piernas, llamadas «piernas de Angelina», de moda en la alfombra roja. Grace Back de Marie Claire escribió que tanto la viralidad como el vestido, «hasta el día de hoy, siguen arraigados en las mentes de los fanáticos de la cultura pop en todas partes».
PopSugar escribió que el conjunto de la actriz era «todo menos básico» y transmitía «la realeza de Hollywood con elegancia y naturalidad», mientras que The Daily Beast consideró el vestido «un poco aburrido». Escribiendo para Los Angeles Times, Michael Darling comentó que Jolie se había «robado el show» en los premios. El editor de Vogue,  André Leon Talley, comentó que el vestido era «súper sexy con un corte enorme, totalmente al estilo Versace de los ochenta». Maura Judkis, de The Washington Post, señaló que el diseño del vestido se apegaba a las raíces «ligeramente» góticas de Jolie. Escribiendo para The New Yorker, Judith Thurman afirmó que el vestido «parecía pétalos de tulipán» y «mostraba unas piernas para morirse», y consideró a Jolie la mejor vestida de la ceremonia. The Guardian comentó que Jolie parecía una estrella de cine arquetípica, con un look seguro, «sofisticado y sobrio» y la ausencia de accesorios importantes. The New Yorker, The Guardian y Forbes compararon su apariencia con el Retrato de Madame X de John Singer Sargent. Elizabeth Snead, para The Hollywood Reporter, escribió que la actriz «chisporroteaba como una joven estrella» y «trabajaba esa abertura como una profesional de la alfombra roja para los fotógrafos».